# Lewisburg (Ohio)
Lewisburg is een plaats (village) in de Amerikaanse staat Ohio, en valt bestuurlijk gezien onder Preble County.

## Demografie
Bij de volkstelling in 2000 werd het aantal inwoners vastgesteld op 1798.
In 2006 is het aantal inwoners door het United States Census Bureau geschat op 1774, een daling van 24 (-1,3%).

## Geografie
Volgens het United States Census Bureau beslaat de plaats een oppervlakte van
2,8 km², geheel bestaande uit land. Lewisburg ligt op ongeveer 317 m boven zeeniveau.

## Plaatsen in de nabije omgeving
De onderstaande figuur toont nabijgelegen plaatsen in een straal van 12 km rond Lewisburg.